# NorNed
NorNed je 580 km dolg podvodni daljnovod na visokonapetostni enosmerni tok (HVDC). Namenjen je prenosu električne energije iz Norveške na Nizozemsko. Povezuje kraja Feda (Norveška) in Eemshaven, Nizozemska. Je najdaljši podvodni daljnovod na svetu. Napetost je ±450 kV in kapaciteta 700 MW. Cena zgradnje je bila €550 milijonov, začela se je leta 2006 in končala 2008.